# Tiaofeng
Tiaofeng (kinesiska: 调风)  är en köping i sydöstra Kina. Den ligger i Leizhou i staden Zhanjiang i provinsen Guangdong, omkring 410 kilometer sydväst om provinshuvudstaden Guangzhou. Antalet invånare är 60 051. Befolkningen består av 28 874 kvinnor och 31 177 män. Barn under 15 år utgör 30 %, vuxna 15-64 år 61 %, och äldre över 65 år 8,0 %.